# Limnonectes malesianus
Ếch Malesia hoặc Ếch đầm lầy Peat (Limnonectes malesianus) là một loài ếch trong họ Ranidae.
Nó được tìm thấy ở Indonesia, Malaysia, Singapore, và Thái Lan.
Các môi trường sống tự nhiên của chúng là các khu rừng ẩm ướt đất thấp nhiệt đới hoặc cận nhiệt đới, sông, đầm nước, và các đồn điền.
Nó ngày càng hiếm gặp do mất môi trường sống.